# Ornella Ferrara
Ornella Ferrara (Limbiate, Lombardía, Italia, 17 de abril de 1968) es una atleta italiana, especializada en la prueba de maratón en la que llegó a ser medallista de bronce mundial en 1995.

## Carrera deportiva
En el Mundial de Gotemburgo 1995 ganó la medalla de bronce en la maratón, recorriendo los 42,195 km en un tiempo de 2:30:11 segundos, llegando a meta tras la portuguesa Manuela Machado y la rumana Anuța Cătună.